# Tembela (Mbeya CC)
Tembela ist ein Verwaltungsbezirk (Ward) des Distrikts Mbeya (CC) in der tansanischen Region Mbeya.

## Geografie
Tembela ist ein südlicher Stadtteil der Regionshauptstadt Mbeya, die im Südwesten von Tansania liegt. Die Fläche des Bezirks beträgt 1,3 Quadratkilometer und bei der Volkszählung 2022 lebten hier 4753 Menschen in 1213 Haushalten.

## Gliederung
Der Bezirk besteht aus zwei Stadtteilen (Mtaa):
- Reli
- Tembela

## Wirtschaft und Infrastruktur
- Bildung: Die weiterführende Schule in Tembela ist eine Privatschule.[6]
- Gesundheit: Im Bezirk befindet sich die staatliche Apotheke Tembela zahanati.[7]